# Torneo Clausura 2013 de Segunda División de Costa Rica
El torneo de Clausura 2013 es la edición n° 73 del campeonato de Segunda División de Costa Rica. La temporada 2012-2013 estará compuesta por 18 equipos, divididos en 2 grupos de 9 equipos cada uno, compuestos sobre la base de la ubicación geográfica.
El torneo dará inicio el sábado 12 y domingo 13 de enero.

## Sistema de competición
El sistema de calificación de este torneo será el mismo del Torneo Clausura 2012. Este se desarrolla en dos fases:
- Fase de calificación: que se integra por todas las jornadas del torneo, clasificarán cuatro equipos por grupo.
- Fase final: que se integra por los partidos de ida y vuelta en rondas de cuartos, de semifinal y final.

### Grupo A
| Provincia                                    | Club                | Entrenador      | Ciudad    | Estadio                              | Aforo  |
| -------------------------------------------- | ------------------- | --------------- | --------- | ------------------------------------ | ------ |
| Alajuela                                     | Municipal Grecia    | Minor Arguedas  | Grecia    | Estadio Allen Riggioni Suárez        | 4.000  |
| Alajuela                                     | AD Ramonense        | Rolando Araya   | San Ramón | Estadio Guillermo Vargas Roldán      | 6.000  |
| Alajuela                                     | Alajuela Junior     | Wilmer López    | Alajuela  | Estadio Alejandro Morera Soto        | 17.895 |
| San José                                     | Barrio México       | Alberto Díaz    | Guadalupe | Estadio José Joaquín Coyella Fonseca | 4.500  |
| San José                                     | Aserrí FC           | Luis Valverde   | Aserrí    | ST Center / Estadio Vuelta de Jorco  | 2.500  |
| San José                                     | Juventud Escazuceña | Rónald Gómez    | Escazú    | Estadio Nicolás Masís                | 2.000  |
| Guanacaste                                   | AD Guanacasteca     | Jesús García    | Nicoya    | Estadio Chorotega                    | 5.000  |
| Guanacaste                                   | Deportivo Cañas     | Fernando Sossa  | Cañas     | Estadio Municipal de Cañas           | 1.100  |
| Guanacaste                                   | Municipal Liberia   | Erick Rodríguez | Liberia   | Estadio Edgardo Baltodano Briceño    | 5.800  |
| Datos actualizados a: 19 de febrero de 2013. |                     |                 |           |                                      |        |

### Grupo B
| Provincia                                    | Club                      | Entrenador          | Ciudad        | Estadio                            | Aforo  |
| -------------------------------------------- | ------------------------- | ------------------- | ------------- | ---------------------------------- | ------ |
| San José                                     | Universidad de Costa Rica | José Giaccone       | Sabanilla     | Estadio Ecológico                  | 2.200  |
| San José                                     | AS Puma Generaleña        | Edgar Carvajal      | Pérez Zeledón | Polideportivo de Pérez Zeledón     | 1.000  |
| San José                                     | Saprissa de Corazón       | Gerardo Ureña       | Tibás         | Estadio Ricardo Saprissa           | 23.170 |
| Puntarenas                                   | Jacó Rays FC              | Luis Diego Arnáez   | Garabito      | Estadio Municipal de Garabito      | 3.000  |
| Puntarenas                                   | Selección de Osa          | Walter Cortes       | Osa           | Estadio Municipal de Ciudad Cortés | 1.000  |
| Puntarenas                                   | Municipal Coto Brus       | Mario Carrera       | Coto Brus     | Estadio Hamilton Villalobos        | 4.100  |
| Cartago                                      | Orión FC                  | Juan Luis Hernández | Paraíso       | Estadio Quincho Barquero           | 2.500  |
| Cartago                                      | Municipal Turrialba       | Kenneth Barrantes   | Turrialba     | Estadio Rafael Ángel Camacho       | 4.000  |
| Limón                                        | Cariari                   | Bernardo Veach      | Pococí        | Estadio Comunal de Cariari         | 1.200  |
| Datos actualizados a: 19 de febrero de 2013. |                           |                     |               |                                    |        |

### Tabla de Goleo
Goles Anotados.

| David Diach                                   | Juventud Escazuceña | 18 |
| Carlos Masís                                  | AD Guanacasteca     | 15 |
| Jaime Valderramos                             | Orión FC            | 13 |
| David Ramírez                                 | Saprissa de Corazón | 11 |
| Marvin Chinchilla                             | AS Puma Generaleña  | 11 |
| Actualizada: 7 de marzo de 2013 - 11:10 a. m. |                     |    |

- En la tabla se acumulan los goles hechos en el Apertura 2012 y Clausura 2013.

## Clasificación de equipos

### Grupo A
|  |    | Equipos de fútbol   | PJ | G | E | P  | GF | GC | Dif | Pts |
|  | -- | ------------------- | -- | - | - | -- | -- | -- | --- | --- |
|  | 1. | Juventud Escazuceña | 14 | 8 | 2 | 4  | 24 | 15 | +9  | 26  |
|  | 2. | Guanacasteca        | 15 | 6 | 7 | 2  | 27 | 15 | +12 | 25  |
|  | 3. | AD Ramonense        | 12 | 7 | 3 | 2  | 16 | 8  | +8  | 24  |
|  | 4. | Alajuela Junior     | 14 | 6 | 4 | 4  | 20 | 15 | +5  | 22  |
|  | 5. | Municipal Grecia    | 14 | 5 | 5 | 4  | 18 | 16 | +2  | 20  |
|  | 6. | Municipal Liberia   | 13 | 4 | 5 | 4  | 19 | 16 | +3  | 17  |
|  | 7. | Barrio México       | 14 | 4 | 5 | 5  | 16 | 17 | -1  | 17  |
|  | 8. | Aserrí FC           | 14 | 1 | 5 | 8  | 10 | 26 | -16 | 8   |
|  | 9. | Deportivo Cañas     | 14 | 2 | 2 | 10 | 14 | 36 | -22 | 8   |

### Grupo B
|  |    | Equipos de fútbol         | PJ | G | E | P | GF | GC | Dif | Pts |
|  | -- | ------------------------- | -- | - | - | - | -- | -- | --- | --- |
|  | 1. | AS Puma Generaleña        | 14 | 8 | 4 | 2 | 19 | 14 | +5  | 25  |
|  | 2. | Universidad de Costa Rica | 13 | 6 | 4 | 3 | 17 | 12 | +5  | 22  |
|  | 3. | Jacó Rays FC              | 11 | 5 | 3 | 3 | 24 | 17 | +7  | 18  |
|  | 4. | Saprissa de Corazón       | 12 | 4 | 6 | 2 | 17 | 14 | +3  | 18  |
|  | 5. | Cariari Pococí            | 12 | 4 | 5 | 3 | 18 | 18 | 0   | 17  |
|  | 6. | Municipal Turrialba       | 13 | 5 | 2 | 6 | 17 | 19 | -2  | 17  |
|  | 7. | Selección de Osa          | 12 | 5 | 2 | 5 | 14 | 17 | -3  | 17  |
|  | 8. | Municipal Coto Brus       | 14 | 3 | 3 | 8 | 15 | 19 | -4  | 12  |
|  | 9. | Orión FC                  | 11 | 0 | 3 | 8 | 9  | 19 | -10 | 3   |

### Tabla General
|  |     | Equipos de fútbol         | PJ | G  | E  | P  | GF | GC | Dif | Pts |
|  | --- | ------------------------- | -- | -- | -- | -- | -- | -- | --- | --- |
|  | 1.  | Universidad de Costa Rica | 29 | 17 | 7  | 5  | 57 | 21 | +36 | 58  |
|  | 2.  | AS Puma Generaleña        | 29 | 16 | 9  | 4  | 47 | 26 | +21 | 57  |
|  | 3.  | Guanacasteca              | 29 | 16 | 8  | 5  | 56 | 30 | +26 | 56  |
|  | 4.  | Juventud Escazuceña       | 30 | 17 | 5  | 8  | 51 | 35 | +16 | 56  |
|  | 5.  | Ramonense                 | 28 | 13 | 7  | 8  | 43 | 32 | +11 | 46  |
|  | 6.  | Alajuela Junior           | 29 | 14 | 6  | 9  | 45 | 38 | +7  | 48  |
|  | 7.  | Turrialba                 | 28 | 12 | 7  | 9  | 37 | 39 | -2  | 43  |
|  | 8.  | Jacó Rays FC              | 27 | 12 | 6  | 9  | 56 | 45 | +11 | 41  |
|  | 9.  | Municipal Liberia         | 29 | 11 | 8  | 10 | 42 | 40 | +2  | 41  |
|  | 10. | Municipal Coto Brus       | 29 | 9  | 9  | 11 | 34 | 40 | -6  | 36  |
|  | 11. | Barrio México             | 29 | 8  | 11 | 10 | 43 | 40 | +3  | 35  |
|  | 12. | Saprissa de Corazón       | 28 | 8  | 11 | 9  | 37 | 42 | -5  | 35  |
|  | 13. | Cariari Pococí            | 28 | 8  | 8  | 12 | 31 | 41 | -10 | 32  |
|  | 14. | Municipal Grecia          | 29 | 6  | 9  | 14 | 30 | 43 | -13 | 27  |
|  | 15. | Selección de Osa          | 27 | 7  | 6  | 14 | 31 | 55 | -24 | 27  |
|  | 16. | Deportivo Cañas           | 28 | 6  | 6  | 16 | 32 | 58 | -26 | 24  |
|  | 17. | Aserrí FC                 | 29 | 4  | 8  | 17 | 26 | 52 | -26 | 20  |
|  | 18. | Orión FC                  | 26 | 3  | 6  | 17 | 24 | 45 | -21 | 15  |

|  |                       |
|  | Clasificado a la Copa |

|  |                 |
|  | En zona de Copa |

|  |                             |
|  | Clasificados a Segunda fase |

|  |                                |
|  | Descenso a la Tercera División |

## Jornadas
| Cartagena            | 3-4 (enlace roto disponible en Internet Archive; véase el historial, la primera versión y la última). | Municipal Liberia | 12 de enero   | Estadio Municipal de Cañas      |
| Escazuceña           | 2 - 0                                                                                                 | Municipal Grecia  | 12 de enero   | Estadio Nicolás Masís Quesada   |
| Ramonense            | 3 - 1                                                                                                 | Aserrí FC         | 13 de febrero | Estadio Guillermo Vargas Roldán |
| Alajuela Junior      | 1 - 4                                                                                                 | Guanacasteca      | 13 de febrero | Estadio Alejandro Morera Soto   |
| Libre: Barrio México | |                   |               |                                 |

| Jacó Rays FC     | 1 - 0 | Saprissa de Corazón       | 12 de enero   | Estadio Municipal de Garabito      |
| Cariari          | 2 - 1 | Coto Brus                 | 13 de enero   | Estadio Comunal de Cariari         |
| Osa              | 1 - 0 | Universidad de Costa Rica | 13 de febrero | Estadio Municipal de Ciudad Cortés |
| Orión FC         | 1 - 3 | AS Puma Generaleña        | 13 de febrero | Estadio de Paraíso                 |
| Libre: Turrialba |       |                           |               |                                    |

| Cartagena               | 1 - 2 | Escazuceña      | 20 de enero | Estadio Municipal de Cañas |
| Aserrí FC               | 1 - 1 | Liberia         | 20 de enero | ST Center                  |
| Guanacasteca            | 2 - 2 | Ramonense       | 20 de enero | Estadio Chorotega          |
| Barrio México           | 0 - 1 | Alajuela Junior | 30 de enero | Estadio Colleya Fonseca    |
| Libre: Municipal Grecia |       |                 |             |                            |

| AS Puma Generaleña | 2 - 1 | Cariari       | 19 de enero | Polideportivo de Pérez Zeledón |
| Turrialba          | 2 - 1 | Jacó Rays     | 19 de enero | Estadio Rafael Ángel Camacho   |
| Saprissa           | 3 - 2 | Municipal Osa | 19 de enero | Estadio Ricardo Saprissa       |
| UCR                | 2 - 1 | Orión FC      | 20 de enero | Estadio Ecológico              |
| Libre: Coto Brus   |       |               |             |                                |

| Liberia                | 1 - 0 | Guanacasteca  | 23 de enero | Estadio Edgardo Baltodano Briceño |
| Municipal Grecia       | 0 - 0 | AD Cartagena  | 23 de enero | Estadio Allen Riggioni            |
| Ramonense              | 0 - 0 | Barrio México | 23 de enero | Estadio Guillermo Vargas Roldán   |
| Escazuceña             | 3 - 1 | Aserrí FC     | 23 de enero | Estadio Nicolás Masís Quesada     |
| Libre: Alajuela Junior |       |               |             |                                   |

| Cariari          | 1 - 1 | UCR                 | 23 de enero | Estadio Comunal de Cariari  |
| Osa              | 2 - 2 | Turrialba           | 23 de enero | Estadio Palmar Sur          |
| Orión FC         | 0 - 0 | Saprissa de Corazón | 23 de enero | Estadio Quincho Barquero    |
| Coto Brus        | 0 - 1 | AS Puma Generaleña  | 23 de enero | Estadio Hamilton Villalobos |
| Libre: Jacó Rays |       |                     |             |                             |

| Barrio México          | 1 - 1 | Municipal Liberia | 26 de enero | Estadio Coyella Fonseca       |
| Alajuela Junior        | 1 - 3 | AD Ramonense      | 26 de enero | Estadio Alejandro Morera Soto |
| Guanacasteca           | 2 - 1 | Escazuceña        | 27 de enero | Estadio Chorotega             |
| Aserrí FC              | 0 - 2 | Municipal Grecia  | 27 de enero | Estadio Vuelta del Jorco      |
| Libre: Deportivo Cañas |       |                   |             |                               |

| Saprissa de Corazón       | 3 - 1 | Cariari Pococí | 26 de enero | Estadio Ricardo Saprissa Aymá |
| Turrialba                 | 1 - 0 | Orión FC       | 26 de enero | Estadio Rafael Ángel Camacho  |
| Jacó Rays FC              | 3 - 1 | Osa            | 26 de enero | Estadio Municipal de Garabito |
| UCR                       | 2 - 1 | Coto Brus      | 27 de enero | Estadio Ecológico             |
| Libre: AS Puma Generaleña |       |                |             |                               |

| Escazuceña          | 3 - 1 | Barrio México   | 2 de febrero | Estadio Nicolás Masís             |
| Municipal Liberia   | 2 - 3 | Alajuela Junior | 2 de febrero | Estadio Edgardo Baltodano Briceño |
| Municipal Grecia    | 1 - 1 | AD Guanacasteca | 2 de febrero | Estadio Allen Riggioni            |
| Cartagena           | 1 - 1 | Aserrí FC       | 2 de febrero | Estadio Municipal de Cañas        |
| Libre: AD Ramonense |       |                 |              |                                   |

| Orión FC           | 2 - 2 | Jacó Rays FC        | 2 de febrero | Estadio Quincho Barquero       |
| Coto Brus          | 1 - 1 | Saprissa de Corazón | 2 de febrero | Estadio Hamilton Villalobos    |
| AS Puma Generaleña | 3 - 2 | UCR                 | 3 de febrero | Polideportivo de Pérez Zeledón |
| Cariari            | 4 - 2 | Turrialba           | 3 de febrero | Estadio Comunal de Cariari     |
| Libre: Osa         |       |                     |              |                                |

| Alajuela Junior  | 2 - 0 | Escazuceña        | 2 de marzo | Estadio Alejandro Morera Soto   |
| Barrio México    | 4 - 1 | Municipal Grecia  | 2 de marzo | Estadio Coyella Fonseca         |
| AD Guanacasteca  | 4 - 1 | Cartagena         | 2 de marzo | Estadio Chorotega               |
| AD Ramonense     | 0 - 2 | Municipal Liberia | 2 de marzo | Estadio Guillermo Vargas Roldán |
| Libre: Aserrí FC |       |                   |            |                                 |

| Saprissa     | 1 - 1 | AS Puma Generaleña | 27 de febrero | Estadio Coyella Fonseca       |
| Jacó Rays FC | 3 - 3 | Cariari            | 2 de marzo    | Estadio Municipal de Garabito |
| Turrialba    | 1 - 2 | Coto Brus          | 2 de marzo    | Estadio Rafael Ángel Camacho  |
| Osa          | 2 - 1 | Orión FC           | 3 de marzo    | Estadio de Ciudad Cortéz      |
| Libre: UCR   |       |                    |               |                               |

| Escazuceña               | 0 - 1                                                                                                   | AD Ramonense    | 9 de febrero | Estadio Nicolás Masís      |
| Aserrí FC                | 0 - 1                                                                                                   | AD Guanacasteca | 9 de febrero | Estadio Vuelta del Jorco   |
| Cartagena                | 1 - 2                                                                                                   | Barrio México   | 9 de febrero | Estadio Municipal de Cañas |
| Municipal Grecia         | 1 - 0 (enlace roto disponible en Internet Archive; véase el historial, la primera versión y la última). | Alajuela Junior | 9 de febrero | Estadio Allen Riggioni     |
| Libre: Municipal Liberia | |                 |              |                            |

| UCR                | 1 - 2 (enlace roto disponible en Internet Archive; véase el historial, la primera versión y la última). | Saprissa de Corazón | 9 de febrero  | Estadio Ecológico              |
| AS Puma Generaleña | 1 - 2                                                                                                   | Turrialba           | 9 de febrero  | Polideportivo de Pérez Zeledón |
| Coto Brus          | 0 - 3 (*)                                                                                               | Jacó Rays FC        | 10 de febrero | Estadio Hamilton Villalobos    |
| Cariari            | 2 - 1                                                                                                   | Osa                 | 10 de febrero | Estadio Comunal de Cariari     |
| Libre: Orión FC    | |                     |               |                                |

| Barrio México          | 0 - 0 | Aserrí FC        | 16 de febrero | Estadio Coyella Fonseca         |
| Municipal Liberia      | 1 - 2 | Escazuceña       | 16 de febrero | Estadio Edgardo Baltodano       |
| AD Ramonense           | 1 - 0 | Municipal Grecia | 17 de febrero | Estadio Guillermo Vargas Roldán |
| Alajuela Junior        | 5 - 0 | Cartagena        | 17 de febrero | Estadio Alejandro Morera Soto   |
| Libre: AD Guanacasteca |       |                  |               |                                 |

| Orión FC                   | 1 - 1 | Cariari            | 16 de febrero | Estadio Quincho Barquero      |
| Turrialba                  | 0 - 1 | UCR                | 16 de febrero | Estadio Rafael Ángel Camacho  |
| Jacó Rays FC               | 4 - 1 | AS Puma Generaleña | 16 de febrero | Estadio Municipal de Garabito |
| Osa                        | 1 - 1 | Coto Brus          | 17 de febrero | Estadio de Ciudad Cortés      |
| Libre: Saprissa de Corazón |       |                    |               |                               |

| AD Guanacasteca            | 2 - 2 | Barrio México     | 20 de febrero | Estadio Chorotega          |
| Aserrí FC                  | 1 - 1 | Alajuela Junior   | 20 de febrero | S.T Center                 |
| Cartagena                  | 1 - 0 | AD Ramonense      | 20 de febrero | Estadio Municipal de Cañas |
| Municipal Grecia           | 1 - 1 | Municipal Liberia | 20 de febrero | Estadio Allen Riggioni     |
| Libre: Juventud Escazuceña |       |                   |               |                            |

| UCR                   | 2 - 1 | Jacó Rays FC | 20 de febrero | Estadio Ecológico              |
| Saprissa de Corazón   | 2 - 2 | Turrialba    | 20 de febrero | Estadio Saprissa               |
| AS Puma Generaleña    | 2 - 0 | Osa          | 20 de febrero | Polideportivo de Pérez Zeledón |
| Coto Brus             | 2 - 1 | Orión FC     | 20 de febrero | Estadio Hamilton Villalobos    |
| Libre: Cariari Pococí |       |              |               |                                |

| Aserrí FC            | 0 - 2 | AD Ramonense    | 23 de febrero | Estadio Vuelta de Jorco           |
| Liberia              | 3 - 0 | Cartagena       | 23 de febrero | Estadio Edgardo Baltodano Briceño |
| Municipal Grecia     | 1 - 1 | Escazuceña      | 24 de febrero | Estadio Allen Riggioni            |
| AD. Guanacasteca     | 1 - 1 | Alajuela Junior | 24 de febrero | Estadio Chorotega                 |
| Libre: Barrio México |       |                 |               |                                   |

| Saprissa de Corazón | 2 - 2 | Jacó Rays FC | 23 de febrero | Estadio Ricardo Saprissa Aymá  |
| AS Puma Generaleña  | 2 - 1 | Orión FC     | 23 de febrero | Polideportivo de Pérez Zeledón |
| UCR                 | 2 - 0 | Osa          | 24 de febrero | Estadio Ecológico              |
| Coto Brus           | 3 - 1 | Cariari      | 24 de febrero | Estadio Hamilton Villalobos    |
| Libre: Turrialba    |       |              |               |                                |

| Escazuceña              | 2 - 3 | Cartagena     | 6 de marzo | Estadio Nicolás Masís             |
| Municipal Liberia       | 1 - 1 | Aserrí FC     | 6 de marzo | Estadio Edgardo Baltodano Briceño |
| Ramonense               | 1 - 0 | Guanacasteca  | 6 de marzo | Estadio Guillermo Vargas Roldán   |
| Alajuela Junior         | 0 - 0 | Barrio México | 6 de marzo | Estadio Alejandro Morera Soto     |
| Libre: Municipal Grecia |       |               |            |                                   |

| Orión FC                   | 1 - 3 | UCR                 | 6 de marzo  | Estadio Quincho Barquero           |
| Jacó Rays FC               | 3 - 2 | Turrialba           | 6 de marzo  | Estadio Municipal de Garabito      |
| Cariari                    | 1 - 1 | AS Puma Generaleña  | 17 de marzo | Estadio Comunal de Cariari         |
| Osa                        | 1 - 0 | Saprissa de Corazón | 27 de marzo | Estadio Municipal de Ciudad Cortés |
| Libre: Municipal Coto Brus |       |                     |             |                                    |

| CD Barrio México       | 0 - 2 | AD Ramonense           | 9 de marzo  | Estadio Coyella Fonseca    |
| Cartagena              | 2 - 2 | Municipal Grecia       | 9 de marzo  | Estadio Municipal de Cañas |
| AD Guanacasteca        | 1 - 1 | Municipal Liberia      | 10 de marzo | Estadio Chorotega          |
| Aserrí FC              | 0 - 4 | AD Juventud Escazuceña | 10 de marzo | ST Center                  |
| Libre: Alajuela Junior |       |                        |             |                            |

| AS Puma Generaleña        | 1 - 0 | Municipal Coto Brus | 9 de marzo   | Polideportivo de Pérez Zeledón     |
| Universidad de Costa Rica | 0 - 0 | Cariari             | 10 de marzo  | Estadio Ecológico                  |
| AD Municipal Turrialba    | 0 - 1 | Selección de Osa    | 10 de marzo  | Estadio Rafael Ángel Camacho       |
| Orión FC                  | -     | Saprissa de Corazón | Reprogramado | Estadio Municipal de Ciudad Cortés |
| Libre: Jacó Rays FC       |       |                     |              |                                    |

| AD Juventud Escazuceña     | 1 - 1 | AD Guanacasteca  | 16 de marzo | Estadio Nicolás Masís             |
| Municipal Grecia           | 2 - 0 | Aserrí FC        | 16 de marzo | Estadio Allen Riggioni            |
| Municipal Liberia          | 1 - 2 | CD Barrio México | 16 de marzo | Estadio Edgardo Baltodano Briceño |
| Alajuela Junior            | 1 - 1 | AD Ramonense     | 17 de marzo | Estadio Guillermo Vargas Roldán   |
| Libre: Deportivo Cartagena |       |                  |             |                                   |

| Orión FC                  | 0 - 1 | AD Municipal Turrialba    | 16 de marzo  | Estadio Quincho Barquero           |
| Municipal Coto Brus       | 0 - 0 | Universidad de Costa Rica | 16 de marzo  | Estadio Hamilton Villalobos        |
| Selección de Osa          | 2 - 1 | Jacó Rays FC              | 17 de marzo  | Estadio Municipal de Ciudad Cortés |
| Cariari                   | -     | Saprissa de Corazón       | Reprogramado | Estadio Comunal de Cariari         |
| Libre: AS Puma Generaleña |       |                           |              |                                    |

| CD Barrio México     | 0 - 1 | AD Juventud Escazuceña | 23 de marzo | Estadio Coyella Fonseca       |
| Aserrí FC            | 1 - 1 | Deportivo Cartagena    | 23 de marzo | S.T Center                    |
| Alajuela Junior      | 1 - 0 | Municipal Liberia      | 23 de marzo | Estadio Alejandro Morera Soto |
| AD Guanacasteca      | 1 - 1 | Municipal Grecia       | 24 de marzo | Estadio Chorotega             |
| Libre: AD. Ramonense |       |                        |             |                               |

| AD Municipal Turrialba | 0 - 1 | AD. Cariari        | 23 de marzo | Estadio Rafael Ángel Camacho  |
| UCR                    | 1 - 1 | AS Puma Generaleña | 24 de marzo | Estadio Ecológico             |
| Saprissa de Corazón    | 3 - 2 | Coto Brus          | 24 de marzo | Estadio Ricardo Saprissa Aymá |
| Jacó Rays FC           | -     | Orión FC           | 10 de abril |                               |
| Libre: Osa             |       |                    |             |                               |

| Juventud Escazuceña | 2 - 1 | Alajuela Junior  | 27 de marzo | Estadio Nicolás Masís             |
| Municipal Grecia    | 3 - 1 | CD Barrio México | 30 de marzo | Estadio Allen Riggioni            |
| Deportivo Cartagena | 0 - 2 | AD Guanacasteca  | 30 de marzo | Estadio Municipal de Cañas        |
| Municipal Liberia   | -     | AD Ramonense     | Suspendido  | Estadio Edgardo Baltodano Briceño |
| Libre: AD Aserrí    |       |                  |             |                                   |

| AS Puma Generaleña  | 0 - 0 | Saprissa de Corazón | 30 de marzo | Polideportivo de Pérez Zeledón |
| Municipal Coto Brus | 1 - 2 | Municipal Turrialba | 30 de marzo | Estadio Hamilton Villalobos    |
| AD Cariari          | 2 - 1 | Jacó Rays FC        | 31 de marzo | Estadio Comunal de Cariari     |
| Orión FC            | -     | Osa                 | SUSPENDIDO  | Estadio Quincho Barquero       |
| Libre: UCR          |       |                     |             |                                |

| Alajuela Junior          | 2 - 0 | Municipal Grecia    | 6 de abril | Estadio Alejandro Morera Soto   |
| CD Barrio México         | 3 - 1 | Deportivo Cartagena | 7 de abril | Estadio Coyella Fonseca         |
| AD Guanacasteca          | 5 - 1 | Aserrí FC           | 7 de abril | Estadio Chorotega               |
| AD Ramonense             | -     | Escazuceña          | Suspendido | Estadio Guillermo Vargas Roldán |
| Libre: Municipal Liberia |       |                     |            |                                 |

| Municipal Turrialba | 1 - 0 | AS Puma Generaleña  | 6 de abril | Estadio Rafael Ángel Camacho  |
| Jacó Rays FC        | 1 - 1 | Municipal Coto Brus | 6 de abril | Estadio Garabito              |
| Osa                 | 1 - 3 | Cariari             | 7 de abril | Estadio de Ciudad Cortés      |
| Saprissa de Corazón | -     | UCR                 | SUSPENDIDO | Estadio Ricardo Saprissa Aymá |
| Libre: Orión FC     |       |                     |            |                               |

|        | - |
|        | - |
|        | - |
|        | - |
| Libre: |   |

|        | - |
|        | - |
|        | - |
|        | - |
| Libre: |   |

## Liguilla
|  | Cuartos de final                     | Cuartos de final                     | Cuartos de final                     |   |                    | Semifinales                            | Semifinales                            | Semifinales                            |  |  | Final                                   | Final                                   | Final                                   |
|  | 27/28 (IDA) al 4/5 (VUELTA) de mayo. | 27/28 (IDA) al 4/5 (VUELTA) de mayo. | 27/28 (IDA) al 4/5 (VUELTA) de mayo. |   |                    | 10/11 (IDA) al 18/19 (VUELTA) de mayo. | 10/11 (IDA) al 18/19 (VUELTA) de mayo. | 10/11 (IDA) al 18/19 (VUELTA) de mayo. |  |  | 25 de mayo (IDA) al 1 de junio (VUELTA) | 25 de mayo (IDA) al 1 de junio (VUELTA) | 25 de mayo (IDA) al 1 de junio (VUELTA) |
|  |                                      |                                      |                                      |   |                    |                                        |                                        |                                        |  |  |                                         |                                         |                                         |
|  | AS Puma Generaleña                   | 1                                    | 0 (3) p                              |   |                    |                                        |                                        |                                        |  |  |                                         |                                         |                                         |
|  | Escazuceña                           | 0                                    | 1 (4) p                              |   |                    |                                        |                                        |                                        |  |  |                                         |                                         |                                         |
|  | Escazuceña                           | 0                                    | 1 (4) p                              |   | AS Puma Generaleña | 2                                      | 0                                      |                                        |  |  |                                         |                                         |                                         |
|  |                                      |                                      |                                      |   | AS Puma Generaleña | 2                                      | 0                                      |                                        |  |  |                                         |                                         |                                         |
|  |                                      | Guanacasteca                         | 0                                    | 0 |                    |                                        |                                        |                                        |  |  |                                         |                                         |                                         |
|  | Guanacasteca                         | Guanacasteca                         | 0                                    | 0 | 2                  | 2                                      |                                        |                                        |  |  |                                         |                                         |                                         |
|  | Guanacasteca                         |                                      |                                      |   | 2                  | 2                                      |                                        |                                        |  |  |                                         |                                         |                                         |
|  | Jacó Rays FC                         | 3                                    | 1                                    |   |                    |                                        |                                        |                                        |  |  |                                         |                                         |                                         |
|  |                                      |                                      |                                      |   |                    |                                        |                                        |                                        |  |  | AS Puma Generaleña                      | 1                                       | 1                                       |
|  |                                      |                                      | UCR                                  | 0 | 0                  |                                        |                                        |                                        |  |  |                                         |                                         |                                         |
|  | Alajuela Junior                      | 1                                    | 0                                    |   |                    |                                        |                                        |                                        |  |  |                                         |                                         |                                         |
|  | Cariari                              | 0                                    | 1                                    |   |                    |                                        |                                        |                                        |  |  |                                         |                                         |                                         |
|  | Cariari                              | 0                                    | 1                                    |   | Alajuela Junior    | 0                                      | 1                                      |                                        |  |  |                                         |                                         |                                         |
|  |                                      |                                      |                                      |   | Alajuela Junior    | 0                                      | 1                                      |                                        |  |  |                                         |                                         |                                         |
|  |                                      | UCR                                  | 2                                    | 0 |                    |                                        |                                        |                                        |  |  |                                         |                                         |                                         |
|  | Municipal Liberia                    | UCR                                  | 2                                    | 0 | 0                  | 0                                      |                                        |                                        |  |  |                                         |                                         |                                         |
|  | Municipal Liberia                    |                                      |                                      |   | 0                  | 0                                      |                                        |                                        |  |  |                                         |                                         |                                         |
|  | UCR                                  | 5                                    | 3                                    |   |                    |                                        |                                        |                                        |  |  |                                         |                                         |                                         |

### Final - Ida
| 1     | POR   | Neighel Drummond |     |
| 4     | DEF   | Andrés Núñez     |     |
| 14    | DEF   | Owen Solís       |     |
| 13    | DEF   | Jameson Scott    |     |
| 22    | DEF   | Mauricio Mora    |     |
| 25    | MED   | Mauricio Montero |     |
| 8     | MED   | José Vargas      | 77' |
| 12    | MED   | Jonathan Sibaja  |     |
| 17    | MED   | Joe Hall         | 45' |
| 7     | DEL   | Víctor Gutiérrez |     |
| 9     | DEL   | Erick Jiménez    | 63' |
| D. T. | D. T. | José Giacone     |     |

| 22    | POR   | Néstor Mena        |     |
| 3     | DEF   | Greivin Chinchilla |     |
| 5     | DEF   | Pablo Granados     |     |
| 13    | DEF   | Roger Fallas       |     |
| 25    | DEF   | Rónald Salas       | 83' |
| 8     | MED   | Julio Elizondo     |     |
| 10    | MED   | Anthony Calvo      | 56' |
| 17    | MED   | Mauricio Castro    |     |
| 12    | MED   | Luis González      | 64' |
| 11    | DEL   | Aarón Navarro      |     |
| 9     | DEL   | Marvin Chinchilla  |     |
| D. T. | D. T. | Edgar Carvajal     |     |

| 20 | Centrocampista | Brandon Poltronieri | 45' |
| 10 | Centrocampista | Leonardo Madrigal   | 63' |
| 19 | Centrocampista | Sergio Hernández    | 77' |

| 6  | Defensa        | David Solano  | Entró |
| 19 | Centrocampista | Leibi Umaña   | Entró |
| 4  | Defensa        | Óscar Quesada | Entró |

| 3' | Luis González | 0:1 |

| 21' · 90' | Jonathan Sibaja Owen Solís |

| 30' · 89' | Marvin Chinchilla Néstor Mena |

| Principal  | Andrey Vega    |
| Asistentes | Edder Chacón   |
|            | Leslie Macre   |
| Cuarto     | Keylor Herrera |

|                    |   |   |
| Tiros              | - | - |
| Tiros a puerta     | - | - |
| Faltas             | - | - |
| Saques de esquina  | - | - |
| Penaltis           | - | - |
| Fueras de juego    | - | - |
| Posesión del balón | % | % |

| Alineación inicial |

| 1     | POR   | Neighel Drummond |     |
| 4     | DEF   | Andrés Núñez     |     |
| 14    | DEF   | Owen Solís       |     |
| 13    | DEF   | Jameson Scott    |     |
| 22    | DEF   | Mauricio Mora    |     |
| 25    | MED   | Mauricio Montero |     |
| 8     | MED   | José Vargas      | 77' |
| 12    | MED   | Jonathan Sibaja  |     |
| 17    | MED   | Joe Hall         | 45' |
| 7     | DEL   | Víctor Gutiérrez |     |
| 9     | DEL   | Erick Jiménez    | 63' |
| D. T. | D. T. | José Giacone     |     |

| 22    | POR   | Néstor Mena        |     |
| 3     | DEF   | Greivin Chinchilla |     |
| 5     | DEF   | Pablo Granados     |     |
| 13    | DEF   | Roger Fallas       |     |
| 25    | DEF   | Rónald Salas       | 83' |
| 8     | MED   | Julio Elizondo     |     |
| 10    | MED   | Anthony Calvo      | 56' |
| 17    | MED   | Mauricio Castro    |     |
| 12    | MED   | Luis González      | 64' |
| 11    | DEL   | Aarón Navarro      |     |
| 9     | DEL   | Marvin Chinchilla  |     |
| D. T. | D. T. | Edgar Carvajal     |     |

| 20 | Centrocampista | Brandon Poltronieri | 45' |
| 10 | Centrocampista | Leonardo Madrigal   | 63' |
| 19 | Centrocampista | Sergio Hernández    | 77' |

| 6  | Defensa        | David Solano  | Entró |
| 19 | Centrocampista | Leibi Umaña   | Entró |
| 4  | Defensa        | Óscar Quesada | Entró |

| 3' | Luis González | 0:1 |

| 21' · 90' | Jonathan Sibaja Owen Solís |

| 30' · 89' | Marvin Chinchilla Néstor Mena |

| Principal  | Andrey Vega    |
| Asistentes | Edder Chacón   |
|            | Leslie Macre   |
| Cuarto     | Keylor Herrera |

|                    |   |   |
| Tiros              | - | - |
| Tiros a puerta     | - | - |
| Faltas             | - | - |
| Saques de esquina  | - | - |
| Penaltis           | - | - |
| Fueras de juego    | - | - |
| Posesión del balón | % | % |

| Alineación inicial |

| 1     | POR   | Neighel Drummond |     |
| 4     | DEF   | Andrés Núñez     |     |
| 14    | DEF   | Owen Solís       |     |
| 13    | DEF   | Jameson Scott    |     |
| 22    | DEF   | Mauricio Mora    |     |
| 25    | MED   | Mauricio Montero |     |
| 8     | MED   | José Vargas      | 77' |
| 12    | MED   | Jonathan Sibaja  |     |
| 17    | MED   | Joe Hall         | 45' |
| 7     | DEL   | Víctor Gutiérrez |     |
| 9     | DEL   | Erick Jiménez    | 63' |
| D. T. | D. T. | José Giacone     |     |

| 22    | POR   | Néstor Mena        |     |
| 3     | DEF   | Greivin Chinchilla |     |
| 5     | DEF   | Pablo Granados     |     |
| 13    | DEF   | Roger Fallas       |     |
| 25    | DEF   | Rónald Salas       | 83' |
| 8     | MED   | Julio Elizondo     |     |
| 10    | MED   | Anthony Calvo      | 56' |
| 17    | MED   | Mauricio Castro    |     |
| 12    | MED   | Luis González      | 64' |
| 11    | DEL   | Aarón Navarro      |     |
| 9     | DEL   | Marvin Chinchilla  |     |
| D. T. | D. T. | Edgar Carvajal     |     |

| 20 | Centrocampista | Brandon Poltronieri | 45' |
| 10 | Centrocampista | Leonardo Madrigal   | 63' |
| 19 | Centrocampista | Sergio Hernández    | 77' |

| 6  | Defensa        | David Solano  | Entró |
| 19 | Centrocampista | Leibi Umaña   | Entró |
| 4  | Defensa        | Óscar Quesada | Entró |

| 3' | Luis González | 0:1 |

| 21' · 90' | Jonathan Sibaja Owen Solís |

| 30' · 89' | Marvin Chinchilla Néstor Mena |

| Principal  | Andrey Vega    |
| Asistentes | Edder Chacón   |
|            | Leslie Macre   |
| Cuarto     | Keylor Herrera |

|                    |   |   |
| Tiros              | - | - |
| Tiros a puerta     | - | - |
| Faltas             | - | - |
| Saques de esquina  | - | - |
| Penaltis           | - | - |
| Fueras de juego    | - | - |
| Posesión del balón | % | % |

| Alineación inicial |

| 1     | POR   | Neighel Drummond |     |
| 4     | DEF   | Andrés Núñez     |     |
| 14    | DEF   | Owen Solís       |     |
| 13    | DEF   | Jameson Scott    |     |
| 22    | DEF   | Mauricio Mora    |     |
| 25    | MED   | Mauricio Montero |     |
| 8     | MED   | José Vargas      | 77' |
| 12    | MED   | Jonathan Sibaja  |     |
| 17    | MED   | Joe Hall         | 45' |
| 7     | DEL   | Víctor Gutiérrez |     |
| 9     | DEL   | Erick Jiménez    | 63' |
| D. T. | D. T. | José Giacone     |     |

| 22    | POR   | Néstor Mena        |     |
| 3     | DEF   | Greivin Chinchilla |     |
| 5     | DEF   | Pablo Granados     |     |
| 13    | DEF   | Roger Fallas       |     |
| 25    | DEF   | Rónald Salas       | 83' |
| 8     | MED   | Julio Elizondo     |     |
| 10    | MED   | Anthony Calvo      | 56' |
| 17    | MED   | Mauricio Castro    |     |
| 12    | MED   | Luis González      | 64' |
| 11    | DEL   | Aarón Navarro      |     |
| 9     | DEL   | Marvin Chinchilla  |     |
| D. T. | D. T. | Edgar Carvajal     |     |

| 20 | Centrocampista | Brandon Poltronieri | 45' |
| 10 | Centrocampista | Leonardo Madrigal   | 63' |
| 19 | Centrocampista | Sergio Hernández    | 77' |

| 6  | Defensa        | David Solano  | Entró |
| 19 | Centrocampista | Leibi Umaña   | Entró |
| 4  | Defensa        | Óscar Quesada | Entró |

| 3' | Luis González | 0:1 |

| 21' · 90' | Jonathan Sibaja Owen Solís |

| 30' · 89' | Marvin Chinchilla Néstor Mena |

| Principal  | Andrey Vega    |
| Asistentes | Edder Chacón   |
|            | Leslie Macre   |
| Cuarto     | Keylor Herrera |

|                    |   |   |
| Tiros              | - | - |
| Tiros a puerta     | - | - |
| Faltas             | - | - |
| Saques de esquina  | - | - |
| Penaltis           | - | - |
| Fueras de juego    | - | - |
| Posesión del balón | % | % |

| Alineación inicial |

### Final - Vuelta
| 22    | POR   | Néstor Mena        |     |
| 3     | DEF   | Greivin Chinchilla |     |
| 5     | DEF   | Pablo Granados     |     |
| 13    | DEF   | Roger Fallas       |     |
| 25    | DEF   | Ronald Salas       |     |
| 8     | MED   | Julio Elizondo     |     |
| 7     | MED   | Diego Quesada      | 65' |
| 12    | MED   | Luis González      | 70' |
| 17    | MED   | Mauricio Castro    |     |
| 11    | DEL   | Aarón Navarro      |     |
| 9     | DEL   | Marvin Chinchilla  |     |
| D. T. | D. T. | Edgar Carvajal     |     |

| 1     | POR   | Neighel Drummond    |     |
| 4     | DEF   | Andrés Núñez        |     |
| 14    | DEF   | Owen Solís          |     |
| 13    | DEF   | Jameson Scott       |     |
| 15    | DEF   | Erick Araya         |     |
| 30    | MED   | Mauricio Montero    |     |
| 8     | MED   | José Vargas         | 62' |
| 21    | MED   | Herberth Pérez      | 73' |
| 9     | MED   | Brandon Poltronieri |     |
| 7     | DEL   | Víctor Gutiérrez    |     |
| 10    | DEL   | Leonardo Madrigal   |     |
| D. T. | D. T. | José Giaccone       |     |

| 6  | Defensa        | David Solano | 65' |
| 12 | Centrocampista | Leidy Araya  | 70' |

| 19 | Centrocampista | Sergio Hernández | 62' |
| 9  | Delantero      | Erick Jiménez    | 73' |

| 59' | Diego Quesada | 1:0 |

| 32' · 43' · 43' | Diego Quesada Herberth Pérez Mauricio Montero |

| 88' | Leonardo Madrigal |

| Principal  | Carlos Salazar  |
| Asistentes | Josue Mejía     |
|            | Juan C. Sánchez |
| Cuarto     | Adrián Elizondo |

|                    |   |   |
| Tiros              | - | - |
| Tiros a puerta     | - | - |
| Faltas             | - | - |
| Saques de esquina  | - | - |
| Penaltis           | - | - |
| Fueras de juego    | - | - |
| Posesión del balón | % | % |

| Alineación inicial |

| 22    | POR   | Néstor Mena        |     |
| 3     | DEF   | Greivin Chinchilla |     |
| 5     | DEF   | Pablo Granados     |     |
| 13    | DEF   | Roger Fallas       |     |
| 25    | DEF   | Ronald Salas       |     |
| 8     | MED   | Julio Elizondo     |     |
| 7     | MED   | Diego Quesada      | 65' |
| 12    | MED   | Luis González      | 70' |
| 17    | MED   | Mauricio Castro    |     |
| 11    | DEL   | Aarón Navarro      |     |
| 9     | DEL   | Marvin Chinchilla  |     |
| D. T. | D. T. | Edgar Carvajal     |     |

| 1     | POR   | Neighel Drummond    |     |
| 4     | DEF   | Andrés Núñez        |     |
| 14    | DEF   | Owen Solís          |     |
| 13    | DEF   | Jameson Scott       |     |
| 15    | DEF   | Erick Araya         |     |
| 30    | MED   | Mauricio Montero    |     |
| 8     | MED   | José Vargas         | 62' |
| 21    | MED   | Herberth Pérez      | 73' |
| 9     | MED   | Brandon Poltronieri |     |
| 7     | DEL   | Víctor Gutiérrez    |     |
| 10    | DEL   | Leonardo Madrigal   |     |
| D. T. | D. T. | José Giaccone       |     |

| 6  | Defensa        | David Solano | 65' |
| 12 | Centrocampista | Leidy Araya  | 70' |

| 19 | Centrocampista | Sergio Hernández | 62' |
| 9  | Delantero      | Erick Jiménez    | 73' |

| 59' | Diego Quesada | 1:0 |

| 32' · 43' · 43' | Diego Quesada Herberth Pérez Mauricio Montero |

| 88' | Leonardo Madrigal |

| Principal  | Carlos Salazar  |
| Asistentes | Josue Mejía     |
|            | Juan C. Sánchez |
| Cuarto     | Adrián Elizondo |

|                    |   |   |
| Tiros              | - | - |
| Tiros a puerta     | - | - |
| Faltas             | - | - |
| Saques de esquina  | - | - |
| Penaltis           | - | - |
| Fueras de juego    | - | - |
| Posesión del balón | % | % |

| Alineación inicial |

| 22    | POR   | Néstor Mena        |     |
| 3     | DEF   | Greivin Chinchilla |     |
| 5     | DEF   | Pablo Granados     |     |
| 13    | DEF   | Roger Fallas       |     |
| 25    | DEF   | Ronald Salas       |     |
| 8     | MED   | Julio Elizondo     |     |
| 7     | MED   | Diego Quesada      | 65' |
| 12    | MED   | Luis González      | 70' |
| 17    | MED   | Mauricio Castro    |     |
| 11    | DEL   | Aarón Navarro      |     |
| 9     | DEL   | Marvin Chinchilla  |     |
| D. T. | D. T. | Edgar Carvajal     |     |

| 1     | POR   | Neighel Drummond    |     |
| 4     | DEF   | Andrés Núñez        |     |
| 14    | DEF   | Owen Solís          |     |
| 13    | DEF   | Jameson Scott       |     |
| 15    | DEF   | Erick Araya         |     |
| 30    | MED   | Mauricio Montero    |     |
| 8     | MED   | José Vargas         | 62' |
| 21    | MED   | Herberth Pérez      | 73' |
| 9     | MED   | Brandon Poltronieri |     |
| 7     | DEL   | Víctor Gutiérrez    |     |
| 10    | DEL   | Leonardo Madrigal   |     |
| D. T. | D. T. | José Giaccone       |     |

| 6  | Defensa        | David Solano | 65' |
| 12 | Centrocampista | Leidy Araya  | 70' |

| 19 | Centrocampista | Sergio Hernández | 62' |
| 9  | Delantero      | Erick Jiménez    | 73' |

| 59' | Diego Quesada | 1:0 |

| 32' · 43' · 43' | Diego Quesada Herberth Pérez Mauricio Montero |

| 88' | Leonardo Madrigal |

| Principal  | Carlos Salazar  |
| Asistentes | Josue Mejía     |
|            | Juan C. Sánchez |
| Cuarto     | Adrián Elizondo |

|                    |   |   |
| Tiros              | - | - |
| Tiros a puerta     | - | - |
| Faltas             | - | - |
| Saques de esquina  | - | - |
| Penaltis           | - | - |
| Fueras de juego    | - | - |
| Posesión del balón | % | % |

| Alineación inicial |

| 22    | POR   | Néstor Mena        |     |
| 3     | DEF   | Greivin Chinchilla |     |
| 5     | DEF   | Pablo Granados     |     |
| 13    | DEF   | Roger Fallas       |     |
| 25    | DEF   | Ronald Salas       |     |
| 8     | MED   | Julio Elizondo     |     |
| 7     | MED   | Diego Quesada      | 65' |
| 12    | MED   | Luis González      | 70' |
| 17    | MED   | Mauricio Castro    |     |
| 11    | DEL   | Aarón Navarro      |     |
| 9     | DEL   | Marvin Chinchilla  |     |
| D. T. | D. T. | Edgar Carvajal     |     |

| 1     | POR   | Neighel Drummond    |     |
| 4     | DEF   | Andrés Núñez        |     |
| 14    | DEF   | Owen Solís          |     |
| 13    | DEF   | Jameson Scott       |     |
| 15    | DEF   | Erick Araya         |     |
| 30    | MED   | Mauricio Montero    |     |
| 8     | MED   | José Vargas         | 62' |
| 21    | MED   | Herberth Pérez      | 73' |
| 9     | MED   | Brandon Poltronieri |     |
| 7     | DEL   | Víctor Gutiérrez    |     |
| 10    | DEL   | Leonardo Madrigal   |     |
| D. T. | D. T. | José Giaccone       |     |

| 6  | Defensa        | David Solano | 65' |
| 12 | Centrocampista | Leidy Araya  | 70' |

| 19 | Centrocampista | Sergio Hernández | 62' |
| 9  | Delantero      | Erick Jiménez    | 73' |

| 59' | Diego Quesada | 1:0 |

| 32' · 43' · 43' | Diego Quesada Herberth Pérez Mauricio Montero |

| 88' | Leonardo Madrigal |

| Principal  | Carlos Salazar  |
| Asistentes | Josue Mejía     |
|            | Juan C. Sánchez |
| Cuarto     | Adrián Elizondo |

|                    |   |   |
| Tiros              | - | - |
| Tiros a puerta     | - | - |
| Faltas             | - | - |
| Saques de esquina  | - | - |
| Penaltis           | - | - |
| Fueras de juego    | - | - |
| Posesión del balón | % | % |

| Alineación inicial |

### Final por el Ascenso
| 1     | POR   | Neighel Drummond |     |
| 4     | DEF   | Andrés Núñez     |     |
| 14    | DEF   | Owen Solís       |     |
| 13    | DEF   | Jameson Scott    |     |
| 22    | DEF   | Mauricio Mora    |     |
| 25    | MED   | Mauricio Montero |     |
| 8     | MED   | José Vargas      | 77' |
| 12    | MED   | Jonathan Sibaja  |     |
| 17    | MED   | Joe Hall         | 45' |
| 7     | DEL   | Víctor Gutiérrez |     |
| 9     | DEL   | Erick Jiménez    | 63' |
| D. T. | D. T. | José Giaccone    |     |

| 22    | POR   | Néstor Mena        |     |
| 3     | DEF   | Greivin Chinchilla |     |
| 5     | DEF   | Pablo Granados     |     |
| 13    | DEF   | Roger Fallas       |     |
| 25    | DEF   | Rónald Salas       | 83' |
| 8     | MED   | Julio Elizondo     |     |
| 10    | MED   | Anthony Calvo      | 56' |
| 17    | MED   | Mauricio Castro    |     |
| 12    | MED   | Luis González      | 64' |
| 11    | DEL   | Aarón Navarro      |     |
| 9     | DEL   | Marvin Chinchilla  |     |
| D. T. | D. T. | Edgar Carvajal     |     |

| 20 | Centrocampista | Brandon Poltronieri | 45' |
| 10 | Centrocampista | Leonardo Madrigal   | 63' |
| 19 | Centrocampista | Sergio Hernández    | 77' |

| 6  | Defensa        | David Solano  | Entró |
| 19 | Centrocampista | Leibi Umaña   | Entró |
| 4  | Defensa        | Óscar Quesada | Entró |

| 3' | Luis González | 0:1 |

| 21' · 90' | Jonathan Sibaja Owen Solís |

| 30' · 89' | Marvin Chinchilla Néstor Mena |

| Principal  | Bandera de Costa Rica |
| Asistentes | Bandera de Costa Rica |
|            | Bandera de Costa Rica |
| Cuarto     | Bandera de Costa Rica |

|                    |   |   |
| Tiros              | - | - |
| Tiros a puerta     | - | - |
| Faltas             | - | - |
| Saques de esquina  | - | - |
| Penaltis           | - | - |
| Fueras de juego    | - | - |
| Posesión del balón | % | % |

| Alineación inicial |

| 1     | POR   | Neighel Drummond |     |
| 4     | DEF   | Andrés Núñez     |     |
| 14    | DEF   | Owen Solís       |     |
| 13    | DEF   | Jameson Scott    |     |
| 22    | DEF   | Mauricio Mora    |     |
| 25    | MED   | Mauricio Montero |     |
| 8     | MED   | José Vargas      | 77' |
| 12    | MED   | Jonathan Sibaja  |     |
| 17    | MED   | Joe Hall         | 45' |
| 7     | DEL   | Víctor Gutiérrez |     |
| 9     | DEL   | Erick Jiménez    | 63' |
| D. T. | D. T. | José Giaccone    |     |

| 22    | POR   | Néstor Mena        |     |
| 3     | DEF   | Greivin Chinchilla |     |
| 5     | DEF   | Pablo Granados     |     |
| 13    | DEF   | Roger Fallas       |     |
| 25    | DEF   | Rónald Salas       | 83' |
| 8     | MED   | Julio Elizondo     |     |
| 10    | MED   | Anthony Calvo      | 56' |
| 17    | MED   | Mauricio Castro    |     |
| 12    | MED   | Luis González      | 64' |
| 11    | DEL   | Aarón Navarro      |     |
| 9     | DEL   | Marvin Chinchilla  |     |
| D. T. | D. T. | Edgar Carvajal     |     |

| 20 | Centrocampista | Brandon Poltronieri | 45' |
| 10 | Centrocampista | Leonardo Madrigal   | 63' |
| 19 | Centrocampista | Sergio Hernández    | 77' |

| 6  | Defensa        | David Solano  | Entró |
| 19 | Centrocampista | Leibi Umaña   | Entró |
| 4  | Defensa        | Óscar Quesada | Entró |

| 3' | Luis González | 0:1 |

| 21' · 90' | Jonathan Sibaja Owen Solís |

| 30' · 89' | Marvin Chinchilla Néstor Mena |

| Principal  | Bandera de Costa Rica |
| Asistentes | Bandera de Costa Rica |
|            | Bandera de Costa Rica |
| Cuarto     | Bandera de Costa Rica |

|                    |   |   |
| Tiros              | - | - |
| Tiros a puerta     | - | - |
| Faltas             | - | - |
| Saques de esquina  | - | - |
| Penaltis           | - | - |
| Fueras de juego    | - | - |
| Posesión del balón | % | % |

| Alineación inicial |

| 1     | POR   | Neighel Drummond |     |
| 4     | DEF   | Andrés Núñez     |     |
| 14    | DEF   | Owen Solís       |     |
| 13    | DEF   | Jameson Scott    |     |
| 22    | DEF   | Mauricio Mora    |     |
| 25    | MED   | Mauricio Montero |     |
| 8     | MED   | José Vargas      | 77' |
| 12    | MED   | Jonathan Sibaja  |     |
| 17    | MED   | Joe Hall         | 45' |
| 7     | DEL   | Víctor Gutiérrez |     |
| 9     | DEL   | Erick Jiménez    | 63' |
| D. T. | D. T. | José Giaccone    |     |

| 22    | POR   | Néstor Mena        |     |
| 3     | DEF   | Greivin Chinchilla |     |
| 5     | DEF   | Pablo Granados     |     |
| 13    | DEF   | Roger Fallas       |     |
| 25    | DEF   | Rónald Salas       | 83' |
| 8     | MED   | Julio Elizondo     |     |
| 10    | MED   | Anthony Calvo      | 56' |
| 17    | MED   | Mauricio Castro    |     |
| 12    | MED   | Luis González      | 64' |
| 11    | DEL   | Aarón Navarro      |     |
| 9     | DEL   | Marvin Chinchilla  |     |
| D. T. | D. T. | Edgar Carvajal     |     |

| 20 | Centrocampista | Brandon Poltronieri | 45' |
| 10 | Centrocampista | Leonardo Madrigal   | 63' |
| 19 | Centrocampista | Sergio Hernández    | 77' |

| 6  | Defensa        | David Solano  | Entró |
| 19 | Centrocampista | Leibi Umaña   | Entró |
| 4  | Defensa        | Óscar Quesada | Entró |

| 3' | Luis González | 0:1 |

| 21' · 90' | Jonathan Sibaja Owen Solís |

| 30' · 89' | Marvin Chinchilla Néstor Mena |

| Principal  | Bandera de Costa Rica |
| Asistentes | Bandera de Costa Rica |
|            | Bandera de Costa Rica |
| Cuarto     | Bandera de Costa Rica |

|                    |   |   |
| Tiros              | - | - |
| Tiros a puerta     | - | - |
| Faltas             | - | - |
| Saques de esquina  | - | - |
| Penaltis           | - | - |
| Fueras de juego    | - | - |
| Posesión del balón | % | % |

| Alineación inicial |

| 1     | POR   | Neighel Drummond |     |
| 4     | DEF   | Andrés Núñez     |     |
| 14    | DEF   | Owen Solís       |     |
| 13    | DEF   | Jameson Scott    |     |
| 22    | DEF   | Mauricio Mora    |     |
| 25    | MED   | Mauricio Montero |     |
| 8     | MED   | José Vargas      | 77' |
| 12    | MED   | Jonathan Sibaja  |     |
| 17    | MED   | Joe Hall         | 45' |
| 7     | DEL   | Víctor Gutiérrez |     |
| 9     | DEL   | Erick Jiménez    | 63' |
| D. T. | D. T. | José Giaccone    |     |

| 22    | POR   | Néstor Mena        |     |
| 3     | DEF   | Greivin Chinchilla |     |
| 5     | DEF   | Pablo Granados     |     |
| 13    | DEF   | Roger Fallas       |     |
| 25    | DEF   | Rónald Salas       | 83' |
| 8     | MED   | Julio Elizondo     |     |
| 10    | MED   | Anthony Calvo      | 56' |
| 17    | MED   | Mauricio Castro    |     |
| 12    | MED   | Luis González      | 64' |
| 11    | DEL   | Aarón Navarro      |     |
| 9     | DEL   | Marvin Chinchilla  |     |
| D. T. | D. T. | Edgar Carvajal     |     |

| 20 | Centrocampista | Brandon Poltronieri | 45' |
| 10 | Centrocampista | Leonardo Madrigal   | 63' |
| 19 | Centrocampista | Sergio Hernández    | 77' |

| 6  | Defensa        | David Solano  | Entró |
| 19 | Centrocampista | Leibi Umaña   | Entró |
| 4  | Defensa        | Óscar Quesada | Entró |

| 3' | Luis González | 0:1 |

| 21' · 90' | Jonathan Sibaja Owen Solís |

| 30' · 89' | Marvin Chinchilla Néstor Mena |

| Principal  | Bandera de Costa Rica |
| Asistentes | Bandera de Costa Rica |
|            | Bandera de Costa Rica |
| Cuarto     | Bandera de Costa Rica |

|                    |   |   |
| Tiros              | - | - |
| Tiros a puerta     | - | - |
| Faltas             | - | - |
| Saques de esquina  | - | - |
| Penaltis           | - | - |
| Fueras de juego    | - | - |
| Posesión del balón | % | % |

| Alineación inicial |

| 22    | POR   | Néstor Mena        |     |
| 13    | DEF   | Roger Fallas       |     |
| 3     | DEF   | Greivin Chinchilla |     |
| 25    | DEF   | Ronald Salas       | 76' |
| 5     | DEF   | Pablo Granados     |     |
| 17    | MED   | Mauricio Castro    |     |
| 12    | MED   | Luis González      |     |
| 7     | MED   | Diego Quesada      | 88' |
| 11    | MED   | Aarón Navarro      |     |
| 10    | DEL   | Anthony Calvo      | 82' |
| 9     | DEL   | Marvin Chinchilla  |     |
| D. T. | D. T. | Edgar Carvajal     |     |

| 1     | POR   | Neighel Drummond    |     |
| 4     | DEF   | Andrés Núñez        | 65' |
| 14    | DEF   | Owen Solís          |     |
| 13    | DEF   | Jameson Scott       |     |
| 15    | DEF   | Erick Araya         |     |
| 30    | MED   | Mauricio Montero    |     |
| 8     | MED   | José Vargas         |     |
| 6     | MED   | Leonardo Ly         |     |
| 9     | MED   | Brandon Poltronieri | 65' |
| 26    | DEL   | Jonathan Sibaja     | 86' |
| 10    | DEL   | Leonardo Madrigal   |     |
| D. T. | D. T. | José Giaccone       |     |

| 6  | Defensa        | David Solano        | 76' |
| 19 | Centrocampista | Leibi Araya         | 82' |
| 23 | Defensa        | Jean Carlo Carvajal | 88' |

| 11 | Centrocampista | Gustavo Peña  | 65' |
| 17 | Delantero      | Joe Hall      | 65' |
| 22 | Defensa        | Mauricio Mora | 86' |

| 46' | Pablo Granados | 1:1 |

| 10' | Brandon Poltronieri | 0:1 |

| 90' | Aarón Navarro |

| 37' · 39' · 94' | Leonardo Madrigal Pablo Granados Mauricio Montero |

| Principal  | Adrián Elizondo |
| Asistentes | Bandera de ?    |
|            | Bandera de ?    |
| Cuarto     | Bandera de ?    |

|                    |   |   |
| Tiros              | - | - |
| Tiros a puerta     | - | - |
| Faltas             | - | - |
| Saques de esquina  | - | - |
| Penaltis           | - | - |
| Fueras de juego    | - | - |
| Posesión del balón | % | % |

| Alineación inicial |

| 22    | POR   | Néstor Mena        |     |
| 13    | DEF   | Roger Fallas       |     |
| 3     | DEF   | Greivin Chinchilla |     |
| 25    | DEF   | Ronald Salas       | 76' |
| 5     | DEF   | Pablo Granados     |     |
| 17    | MED   | Mauricio Castro    |     |
| 12    | MED   | Luis González      |     |
| 7     | MED   | Diego Quesada      | 88' |
| 11    | MED   | Aarón Navarro      |     |
| 10    | DEL   | Anthony Calvo      | 82' |
| 9     | DEL   | Marvin Chinchilla  |     |
| D. T. | D. T. | Edgar Carvajal     |     |

| 1     | POR   | Neighel Drummond    |     |
| 4     | DEF   | Andrés Núñez        | 65' |
| 14    | DEF   | Owen Solís          |     |
| 13    | DEF   | Jameson Scott       |     |
| 15    | DEF   | Erick Araya         |     |
| 30    | MED   | Mauricio Montero    |     |
| 8     | MED   | José Vargas         |     |
| 6     | MED   | Leonardo Ly         |     |
| 9     | MED   | Brandon Poltronieri | 65' |
| 26    | DEL   | Jonathan Sibaja     | 86' |
| 10    | DEL   | Leonardo Madrigal   |     |
| D. T. | D. T. | José Giaccone       |     |

| 6  | Defensa        | David Solano        | 76' |
| 19 | Centrocampista | Leibi Araya         | 82' |
| 23 | Defensa        | Jean Carlo Carvajal | 88' |

| 11 | Centrocampista | Gustavo Peña  | 65' |
| 17 | Delantero      | Joe Hall      | 65' |
| 22 | Defensa        | Mauricio Mora | 86' |

| 46' | Pablo Granados | 1:1 |

| 10' | Brandon Poltronieri | 0:1 |

| 90' | Aarón Navarro |

| 37' · 39' · 94' | Leonardo Madrigal Pablo Granados Mauricio Montero |

| Principal  | Adrián Elizondo |
| Asistentes | Bandera de ?    |
|            | Bandera de ?    |
| Cuarto     | Bandera de ?    |

|                    |   |   |
| Tiros              | - | - |
| Tiros a puerta     | - | - |
| Faltas             | - | - |
| Saques de esquina  | - | - |
| Penaltis           | - | - |
| Fueras de juego    | - | - |
| Posesión del balón | % | % |

| Alineación inicial |

| 22    | POR   | Néstor Mena        |     |
| 13    | DEF   | Roger Fallas       |     |
| 3     | DEF   | Greivin Chinchilla |     |
| 25    | DEF   | Ronald Salas       | 76' |
| 5     | DEF   | Pablo Granados     |     |
| 17    | MED   | Mauricio Castro    |     |
| 12    | MED   | Luis González      |     |
| 7     | MED   | Diego Quesada      | 88' |
| 11    | MED   | Aarón Navarro      |     |
| 10    | DEL   | Anthony Calvo      | 82' |
| 9     | DEL   | Marvin Chinchilla  |     |
| D. T. | D. T. | Edgar Carvajal     |     |

| 1     | POR   | Neighel Drummond    |     |
| 4     | DEF   | Andrés Núñez        | 65' |
| 14    | DEF   | Owen Solís          |     |
| 13    | DEF   | Jameson Scott       |     |
| 15    | DEF   | Erick Araya         |     |
| 30    | MED   | Mauricio Montero    |     |
| 8     | MED   | José Vargas         |     |
| 6     | MED   | Leonardo Ly         |     |
| 9     | MED   | Brandon Poltronieri | 65' |
| 26    | DEL   | Jonathan Sibaja     | 86' |
| 10    | DEL   | Leonardo Madrigal   |     |
| D. T. | D. T. | José Giaccone       |     |

| 6  | Defensa        | David Solano        | 76' |
| 19 | Centrocampista | Leibi Araya         | 82' |
| 23 | Defensa        | Jean Carlo Carvajal | 88' |

| 11 | Centrocampista | Gustavo Peña  | 65' |
| 17 | Delantero      | Joe Hall      | 65' |
| 22 | Defensa        | Mauricio Mora | 86' |

| 46' | Pablo Granados | 1:1 |

| 10' | Brandon Poltronieri | 0:1 |

| 90' | Aarón Navarro |

| 37' · 39' · 94' | Leonardo Madrigal Pablo Granados Mauricio Montero |

| Principal  | Adrián Elizondo |
| Asistentes | Bandera de ?    |
|            | Bandera de ?    |
| Cuarto     | Bandera de ?    |

|                    |   |   |
| Tiros              | - | - |
| Tiros a puerta     | - | - |
| Faltas             | - | - |
| Saques de esquina  | - | - |
| Penaltis           | - | - |
| Fueras de juego    | - | - |
| Posesión del balón | % | % |

| Alineación inicial |

| 22    | POR   | Néstor Mena        |     |
| 13    | DEF   | Roger Fallas       |     |
| 3     | DEF   | Greivin Chinchilla |     |
| 25    | DEF   | Ronald Salas       | 76' |
| 5     | DEF   | Pablo Granados     |     |
| 17    | MED   | Mauricio Castro    |     |
| 12    | MED   | Luis González      |     |
| 7     | MED   | Diego Quesada      | 88' |
| 11    | MED   | Aarón Navarro      |     |
| 10    | DEL   | Anthony Calvo      | 82' |
| 9     | DEL   | Marvin Chinchilla  |     |
| D. T. | D. T. | Edgar Carvajal     |     |

| 1     | POR   | Neighel Drummond    |     |
| 4     | DEF   | Andrés Núñez        | 65' |
| 14    | DEF   | Owen Solís          |     |
| 13    | DEF   | Jameson Scott       |     |
| 15    | DEF   | Erick Araya         |     |
| 30    | MED   | Mauricio Montero    |     |
| 8     | MED   | José Vargas         |     |
| 6     | MED   | Leonardo Ly         |     |
| 9     | MED   | Brandon Poltronieri | 65' |
| 26    | DEL   | Jonathan Sibaja     | 86' |
| 10    | DEL   | Leonardo Madrigal   |     |
| D. T. | D. T. | José Giaccone       |     |

| 6  | Defensa        | David Solano        | 76' |
| 19 | Centrocampista | Leibi Araya         | 82' |
| 23 | Defensa        | Jean Carlo Carvajal | 88' |

| 11 | Centrocampista | Gustavo Peña  | 65' |
| 17 | Delantero      | Joe Hall      | 65' |
| 22 | Defensa        | Mauricio Mora | 86' |

| 46' | Pablo Granados | 1:1 |

| 10' | Brandon Poltronieri | 0:1 |

| 90' | Aarón Navarro |

| 37' · 39' · 94' | Leonardo Madrigal Pablo Granados Mauricio Montero |

| Principal  | Adrián Elizondo |
| Asistentes | Bandera de ?    |
|            | Bandera de ?    |
| Cuarto     | Bandera de ?    |

|                    |   |   |
| Tiros              | - | - |
| Tiros a puerta     | - | - |
| Faltas             | - | - |
| Saques de esquina  | - | - |
| Penaltis           | - | - |
| Fueras de juego    | - | - |
| Posesión del balón | % | % |

| Alineación inicial |

## Datos del Torneo
- El campeonato está dedicado al periodista Manuel Enrique Morales Vargas.